# موتویاما، کوچی
موتویاما، کوچی (به لاتین: Motoyama, Kōchi) یک منطقهٔ مسکونی در ژاپن است که در استان کوچی واقع شده‌است. موتویاما ۴٬۱۱۰ نفر جمعیت دارد.